# 第五届音乐风云榜颁奖盛典
第五届音乐风云榜颁奖盛典于2005年3月20日晚在北京奥林匹克体育中心举行，由何炅、陶晶莹主持。

## 评选审计革新
第4届风云榜颁奖前夕，光线传媒总裁王长田通过新京报揭露业内颁奖礼要奖黑幕，造成巨大风波，并引发对奖项权威性和公正性的质疑。
2004年12月31日，第五届百事音乐风云榜颁奖盛典组委会公布了2005年1月1日为正式报名时间，并效仿格莱美，宣布全权委托普华永道会计事务所对所有评委票数进行全面统计，力求最大程度做到公平、公正和公开。但最终与德勤事务所中国达成合作关系。
2005年2月18日，提名名单新闻发布会在新浪网站独家公布,并网上直播—新浪网和E视网上视频及文字直播提名揭晓。内地评审团的主席金兆钧宣布了完全提名名单。内地方面，许巍入围9项提名，包括最佳男歌手、专辑、唱作人、作词、作曲、编曲、制作人。龙宽九段和胡彦斌也分别入围8项和7项。港台方面，飞儿乐团、张韶涵等新人也显得非常突出，前者获得7项提名。

## 现场表演
- 王蓉、蓝沁《龙的传人》
- 东方神起《TRI-ANGLE》
- 张韶涵《欧若拉》
- 胡彦斌、花儿乐队、罗志祥《狂飙2004》
- 林俊杰《江南》
- F.I.R《我们的爱》
- Rain
- 孙燕姿《奔》
- 龙宽九段《莲花》
- 何炅《栀子花开》
- 丁薇、许巍《巍薇动听》
- 周杰伦《借口》
- 致敬黄霑、梁弘志：孙楠《上海滩》、容祖儿《恰似你的温柔》
- 女子十二乐坊

## 提名及奖项
以下是提名及获奖名单。
| 奖项               | 得奖 | 提名 | 颁奖嘉宾               |
| ------------------ | --- | --- | ---------------------- |
| 内地最佳男歌手     | 胡彦斌 | - 胡彦斌 《MUSIC混合体》 - 满江《四舍五入》 - 沙宝亮《沙宝亮III》 - 孙楠《燃烧》 - 许巍《每一刻都是崭新的》 | 孙燕姿                 |
| 港台最佳男歌手     | 周杰伦 | - 林俊杰《江南》 - 刘德华《Coffee or Tea》 - 张信哲《下一个永远》 - 张学友《Black & White》 - 周杰伦《七里香》 | 孙燕姿                 |
| 内地最佳女歌手     | 丁薇 | - 丁薇《亲爱的丁薇》 - 蓝沁《蓝沁传奇》 - 王蓉《我不是黄蓉》 - 叶蓓《幸福深处》 - 赵薇《飘》 | 孙楠、萧蔷             |
| 港台最佳女歌手     | 孙燕姿 | - 梁静茹《燕尾蝶》《恋爱的力量》 - 刘若英《听说?》 - 孙燕姿《Stefanie》 - 张惠妹《也许明天》 - 张韶涵《Over The Rainbow》《欧若拉》                                                                                        | 孙楠、萧蔷             |
| 最佳流行乐团及组合 | F.I.R | - F.I.R - 《F.I.R》 - S.H.E - 《奇幻旅程》《Encore》 - 动力火车 - 《彩虹》 - 花儿乐队 - 《我是你的罗密欧》 - 龙宽九段 -《我听这种音乐的时候最爱你》                                                                        | 五月天                 |
| 内地最佳专辑       | 《我听这种音乐的时候最爱你》 - 龙宽九段 | - 《我听这种音乐的时候最爱你》 - 龙宽九段 - 《亲爱的丁薇》 - 丁薇 - 《MUSIC混合体》 - 胡彦斌 - 《燃烧》 - 孙楠 - 《每一刻都是崭新的》 - 许巍                                                                               | 刘欢、李宗盛           |
| 港台最佳专辑       | 《七里香》 - 周杰伦 | - 《七里香》 - 周杰伦 - 《F.I.R》 - F.I.R - 《燕尾蝶》 - 梁静茹 - 《江南》 - 林俊杰 - 《Stefanie》 - 孙燕姿 | 刘欢、李宗盛           |
| 内地最受欢迎男歌手 | 孙楠 | | 范冰冰、苏有朋         |
| 内地最受欢迎女歌手 | 赵薇 | | 范冰冰、苏有朋         |
| 香港最受欢迎男歌手 | 刘德华 | | 赵文卓、何润东         |
| 香港最受欢迎女歌手 | 容祖儿 | | 赵文卓、何润东         |
| 台湾最受欢迎男歌手 | 周杰伦 | | 甄子丹、黄圣依         |
| 台湾最受欢迎女歌手 | 孙燕姿 | | 甄子丹、黄圣依         |
| 内地最佳唱作人     | 胡彦斌 - 《MUSIC混合体》 | - 胡彦斌 - 《MUSIC混合体》 - 丁薇 - 《亲爱的丁薇》 - 龙宽九段 - 《我听这种音乐的时候最爱你》 - 王蓉 - 《我不是黄蓉》 - 许巍 - 《每一刻都是崭新的》                                                                         | 李偲菘、李伟菘         |
| 港台最佳唱作人     | F.I.R - 《F.I.R》 | - F.I.R - 《F.I.R》 - 戴佩妮 - 《So Penny…好佩妮》 - 林俊杰 - 《江南》 - 五月天 - 《神的孩子都在跳舞》 - 周杰伦 - 《七里香》                                                                                               | 李偲菘、李伟菘         |
| 内地最佳新人       | 龙宽九段 | - 龙宽九段 - 《我听这种音乐的时候最爱你》 - 陈坤 - 《渗透》 - 刀郎 - 《2002年的第一场雪》 - 何炅 - 《可以爱》 - 蓝沁 - 《蓝沁传奇》                                                                                        | 沙宝亮、梁静茹         |
| 港台最佳新人       | 张韶涵 | - 张韶涵 - 《Over The Rainbow》《欧若拉》 - 房祖名 - 《房祖名》 - 黄义达 - 《无法定义》 - 南拳妈妈 - 《南拳妈妈的夏天》 - 言承旭 - 《第一次》                                                                              | 沙宝亮、梁静茹         |
| 最佳影视歌曲       | F.I.R - 《Lydia》（《斗鱼》） | - F.I.R - 《Lydia》（《斗鱼》） - 胡彦斌 - 《红颜》（《荆轲传奇》） - 林忆莲 - 《有泪尽情流》（《有泪尽情流》） - 刘若英 - 《知道不知道》（《天下无贼》） - 沙宝亮 - 《多久.多少》（《中国式离婚》）                       | 张庭、马景涛           |
| 最佳影视配乐       | 《2046》电影配乐 | - 《2046》电影配乐 - 《功夫》电影配乐 - 《可可西里》电影配乐 - 《天下无贼》电影配乐 - 《天一生水》电视原声带 | 张庭、马景涛           |
| 最佳年度录影带     | 黄中平 - 《奔》(孙燕姿) | - 黄中平 - 《奔》(孙燕姿) - 陈宏一 - 《听说》(刘若英) - 邝盛 - 《爱情36计》(蔡依林) - 邝盛 - 《七里香》(周杰伦) - 邝盛 - 《止战之殇》(周杰伦)                                                                              | 张庭、马景涛           |
| 内地最佳作曲       | 胡彦斌 - 《红颜》（胡彦斌） | - 胡彦斌 - 《红颜》（胡彦斌） - 龙宽 - 《我听这种音乐的时候最爱你》（龙宽九段) - 许巍 - 《曾经的你》（许巍） - 许巍 - 《旅行》（许巍） - 许巍 - 《悠远的天空》（许巍）                                                     | 张亚东、柯以敏         |
| 港台最佳作曲       | F.I.R - 《Lydia》(F.I.R) | - F.I.R - 《Lydia》(F.I.R) - F.I.R - 《我们的爱》(F.I.R) - 林俊杰 - 《江南》(林俊杰) - 周杰伦 - 《七里香》(周杰伦) - 周杰伦 - 《止战之殇》(周杰伦)                                                                         | 张亚东、柯以敏         |
| 内地最佳作词       | 龙宽九段 - 《我听这种音乐的时候最爱你》（龙宽九段） | - 龙宽九段 - 《我听这种音乐的时候最爱你》（龙宽九段） - 李敏、王蓉 - 《我不是黄蓉》（王蓉） - 许巍 - 《曾经的你》（许巍） - 许巍 - 《旅行》（许巍） - 许巍 - 《悠远的天空》（许巍）                                        | 陆明君、郑元畅         |
| 港台最佳作词       | 方文山 - 《七里香》(周杰伦) | - 方文山 - 《七里香》(周杰伦) - 方文山 - 《止战之殇》(周杰伦) - 李瑞洵 - 《江南》(林俊杰) - 李正帆 - 《宁夏》(梁静茹) - 天天 - 《奔》(孙燕姿)                                                                              | 陆明君、郑元畅         |
| 内地最佳编曲       | 三宝 - 《纯真年代》（丁薇） | - 三宝 - 《纯真年代》（丁薇） - 田鹏 - 《没有人会像我一样》（龙宽九段） - 田鹏 - 《我听这种音乐的时候最爱你》（龙宽九段） - 汪峰 - 《飞得更高》（汪峰） - 许巍 - 《旅行》（许巍）                                          | 罗志祥、于娜           |
| 港台最佳编曲       | Terence Teo - 《Lydia》(F.I.R) | - Terence Teo - 《Lydia》(F.I.R) - KENN C -《奔》（孙燕姿） - 蔡政勋、陈建玮 - 《江南》（林俊杰） - 钟兴民 - 《七里香》 (周杰伦) - 周杰伦 - 《止战之殇 》(周杰伦)                                                          | 罗志祥、于娜           |
| 内地最佳制作人     | 丁薇 -《亲爱的丁薇》 （丁薇） | - 丁薇 -《亲爱的丁薇》 （丁薇） - 胡彦斌 - 《MUSIC混合体》（胡彦斌） - 刘大江 - 《四舍五入》（满江） - 龙宽九段 -《我听这种音乐的时候最爱你》（龙宽九段 ） - 汪峰 -《笑着哭》（汪峰） - 许巍 -《每一刻都是崭新的》（许巍） | 陆川、Rain             |
| 港台最佳制作人     | 李伟菘、李偲菘 - 《Stefanie》（孙燕姿） | - 李伟菘、李偲菘 - 《Stefanie》（孙燕姿） - 陈建宁 - 《F.I.R》（F.I.R） - 陈伟 - 《寓言》（张韶涵） - 李正帆 - 《宁夏》（梁静茹） - 陈韦伶 - 《欧若拉》（张韶涵） - 周杰伦 - 《七里香》(周杰伦)                            | 陆川、Rain             |
| 最佳摇滚歌手       | 汪峰 | - 汪峰 - 《笑着哭》 - 虎子 - 《口痴》 - 王悦 - 《挂在盒子上—弗克西公主》 - 许巍 - 《每一刻都是崭新的》 - 周云蓬 - 《沉默如迷的呼吸》                                                                                       | 丁武、郑钧             |
| 最佳摇滚乐队       | 五月天 | - 五月天 - 《神的孩子都在跳舞》 - 超级市场乐队 - 《繁荣的》 - 黑豹乐队 - 《错觉》 - 木马乐队 - 《果冻帝国》 - 青蛙乐队 - 《新的奇迹》                                                                                      | 丁武、郑钧             |
| 最佳摇滚专辑       | 五月天《神的孩子都在跳舞》 | - 黑豹乐队《错觉》 - 花儿乐队《我是你的罗密欧》 - 木马乐队《果冻帝国》 - 五月天《神的孩子都在跳舞》 - 许巍《每一刻都是崭新的》                                                                                             | 丁武、郑钧             |
| 最佳摇滚单曲       | 胡彦斌 - 《情不自禁》 | - 胡彦斌 - 《情不自禁》 - 黑豹乐队 - 《错觉》 - 胡彦斌 - 《宣言》 - 木马乐队 - 《果冻帝国》 - 青蛙乐队 - 《新的奇迹》 | 叶世荣                 |
| 最佳摇滚新人       | 南拳妈妈 | - 南拳妈妈 - 《南拳妈妈的夏天》 - Joyside乐队 - 《Drunk is beautiful》 - PK14乐队 - 《谁谁谁和谁谁谁》 - q-ki乐团 - 《邂逅? 邂逅!》 - 周云蓬 - 《沉默如迷的呼吸》                                                          | 叶世荣                 |
| 最佳粤语男歌手     | 黄耀明 | - 黎明《Love & Promises》 - 李克勤《Smart I.D.》 - 刘德华《Coffee or Tea》 - 黄耀明《明日之歌》 - 许志安《Back Up》 | 秦沛、杨盼盼           |
| 最佳粤语女歌手     | 容祖儿 | - 容祖儿 《Nin9 2 5ive》《Give Love A Break》 - 陈慧琳《Stylish Index》 - 梁咏琪 《归属感》《我钟意》 - 卢巧音 《4 Seasons In One Day》 - 郑秀文 《La La La》                                                              | 秦沛、杨盼盼           |
| 最佳粤语专辑       | 黄耀明 《明日之歌》 | - 陈慧琳《Stylish Index》 - 黄耀明 《明日之歌》 - 李克勤 《Smart I.D.》 - 刘德华 《Coffee or Tea》 - 郑秀文 《La La La》                                                                                                   | 秦沛、杨盼盼           |
| 最佳粤语作词       | 林夕 - 《常言道》(刘德华) | - MC仁、陈少琪、陈奂仁- 《香港地》(陈冠希) - 黄伟文 - 《艳光四射》(何韵诗) - 林夕 - 《常言道》(刘德华) - 林夕 - 《女人味》(Twins) - 林夕 - 《献世》(陈小春) - 林夕 - 《烟霞》(容祖儿)                                      | 黄奕、谭耀文           |
| 最佳粤语作曲       | 周杰伦 - 《献世》(陈小春) | - 周杰伦 - 《献世》(陈小春) - 包小松 - 《左拥右抱》(陈小春) - 陈奂仁 - 《香港地》(陈冠希) - 蓝奕邦 - 《常言道》(刘德华) - 刘德华 - 《幸福这么远那么甜》(刘德华)                                                            | 黄奕、谭耀文           |
| 最佳粤语制作人     | The Invisible Men - 《Please Steal This Album》(陈冠希) | - The Invisible Men - 《Please Steal This Album》(陈冠希) - 陈光荣 - 《世上只有》(容祖儿) - 方树梁 - 《手足》(Boy'z) - 金培达 - 《相依为命》(陈小春) - 舒文 - 《一拍两散》(容祖儿)                                         | 黄奕、谭耀文           |
| 内地十大金曲       | - 赵薇 - 《渐渐》 - 水木年华 - 《爱上你我很快乐》 - 何炅 - 《栀子花开》 - 陈坤 - 《烟花火》 - 丁薇 - 《再见，我爱你》 - 许巍 - 《曾经的你》 - 满江 - 《肩膀》 - 赵薇 - 《一直下雨的星期天》 - 孙楠 - 《燃烧》 - 周彦宏 - 《私人公园》 | | 林志玲                 |
| 港台十大金曲       | - 周杰伦 - 《七里香》 - 林俊杰 - 《江南》 - 张韶涵 - 《寓言》 - 孙燕姿 - 《我的爱》 - 言承旭 - 《一公尺》 - 梁静茹 - 《燕尾蝶》 - F.I.R - 《Lydia》 - S.H.E - 《波斯猫》 - 言承旭 - 《记忆拼图》 - 张韶涵 - 《欧若拉》                | | 林志玲                 |
| 年度风云大奖       | 刀郎 | | 王长田、朱华熙         |
| 终身成就奖         | 顾嘉辉、李谷一 | | 金兆钧、向雪怀、吴楚楚 |